# Primer ministro de Grecia
El primer ministro de la República Helénica (en griego: Πρωθυπουργός της Ελληνικής Δημοκρατίας) es el cargo que ostenta el jefe de gobierno en Grecia.

## Elección y nombramiento del primer ministro
El primer ministro es designado oficialmente por el Presidente de Grecia.
Según el artículo 37 de la Constitución griega, el presidente de la República Helénica nombrará al líder del partido político con la mayoría absoluta de escaños en el Parlamento como primer ministro. Si ningún partido tiene la mayoría absoluta, el tiempo presidente dará al líder del partido con una mayoría relativa (pluralidad) un mandato exploratorio para determinar la posibilidad de formar un gobierno que goce de la confianza del Parlamento.
Si no se puede comprobar esta posibilidad, el presidente concederá el mandato exploratorio al líder del segundo partido más importante del Parlamento y, si no lo consigue, al líder del tercer partido más importante del Parlamento. Cada mandato exploratorio tendrá una duración de tres días.
Si todos los mandatos exploratorios resultan infructuosos, el presidente convoca a todos los líderes de los partidos, y si se confirma la imposibilidad de formar un gabinete que goce de la confianza del parlamento, el presidente intentará formar un gabinete compuesto por todos los partidos en el parlamento con el fin de  de celebrar elecciones parlamentarias. Si esto fracasa, el presidente lo confiará al presidente del Consejo de Estado, Tribunal Supremo Civil y Penal o del Tribunal de Cuentas para formar un gabinete lo más ampliamente aceptado posible para llevar a cabo elecciones después de que el presidente disuelva el Parlamento.
Por lo tanto, la elección de miembros de un determinado partido para el parlamento equivale a votar por el líder de ese partido para primer ministro.